# Rūžo ežeras
Rūžo ežeras este o arie protejată (arie specială de conservare — SAC, sit de importanță comunitară — SCI) din Lituania întinsă pe o suprafață de 59 ha, integral pe uscat.

## Localizare
Centrul sitului Rūžo ežeras este situat la coordonatele 55°29′03″N 26°29′39″E / 55.4842°N 26.4942°E.

## Înființare
Situl Rūžo ežeras a fost declarat sit de importanță comunitară în iunie 2005 pentru a proteja 1 specie de plante și 3 specii de animale. Situl a fost protejat și ca arie specială de conservare în decembrie 2018.

## Biodiversitate
Situată în ecoregiunea boreală, aria protejată conține 3 habitate naturale: Lacuri eutrofice naturale cu vegetație de tip Magnopotamion sau Hydrocharition, Pajiști aluvionare boreale nordice, Mlaștini turboase de tranziție și turbării mișcătoare.
La baza desemnării sitului se află mai multe specii protejate:
- plante (1): otrățelul bălților (Aldrovanda vesiculosa)
- nevertebrate (3): Dytiscus latissimus, Vertigo angustior, Vertigo geyeri

Pe lângă speciile protejate, pe teritoriul sitului au mai fost identificate 3 specii de plante.